# Adesmia stenocaulon
Adesmia stenocaulon är en ärtväxtart som beskrevs av Lucien Leon Hauman. Adesmia stenocaulon ingår i släktet Adesmia och familjen ärtväxter. Inga underarter finns listade i Catalogue of Life.